# Hausdorf, Straßburg
Hausdorf je naselje v Občini Straßburg v Okraju Šentvid ob Glini na Koroškem v Avstriji.